# Saaremaa (gemeente)
Saaremaa (Estisch: ‘Saaremaa vald’) is een gemeente in de Estlandse provincie Saaremaa. De gemeente omvat het eiland Saaremaa en de kleinere eilanden eromheen, waaronder Vilsandi en Abruka.
De gemeente telde 30.304 inwoners op 1 januari 2024 en heeft een oppervlakte van 2.717,83 vierkante kilometer. De hoofdplaats is de stad Kuressaare, die tevens de hoofdstad van de provincie is.
De gemeente is een fusiegemeente, die ontstond in oktober 2017, toen twaalf gemeenten werden samengevoegd:
| - de stadsgemeente Kuressaare - Kihelkonna - Lääne-Saare - Laimjala - Leisi - Mustjala | - Orissaare - Pihtla - Pöide - Salme - Torgu - Valjala |

Een probleem bij de vorming van de fusiegemeente was dat op het eiland soms twee plaatsen met dezelfde naam lagen. Dat werd opgelost door:
- hernoeming van een plaats. Zo werd Nõmme in de gemeente Lääne-Saare herdoopt in Liivanõmme en Nõmme in de gemeente Laimjala in Nõmjala. Nõmme in de gemeente Leisi bleef Nõmme heten;
- samenvoeging van twee of meer plaatsen. Zo werd Põlluküla in de gemeente Lääne-Saare bij de plaats Suur-Randvere gevoegd. Põlluküla in de gemeente Valjala bleef een afzonderlijke plaats.

## Plaatsen
De gemeente telt:
- één stad (Estisch: linn): Kuressaare;
- negen plaatsen met de status van vlek (Estisch: alevik): Aste, Kärla, Kihelkonna, Kudjape, Leisi, Nasva, Orissaare, Salme en Valjala;
- 427 dorpen (Estisch: küla): Aaviku, Abaja, Abruka, Abula, Allikalahe, Anepesa, Angla, Anijala, Anseküla, Ansi, Arandi, Ardla, Are, Ariste, Arju, Aru, Aruste, Aste (dorp), Asuka, Asuküla, Asva, Atla, Audla, Aula-Vintri, Austla, Easte, Eeriksaare, Eikla, Eiste, Endla, Ennu, Haamse, Haapsu, Haeska, Hakjala, Hämmelepa, Hänga, Hiievälja, Himmiste, Hindu, Hirmuste, Hübja, Iide, Iilaste, Ilpla, Imara, Imavere, Irase, Iruste, Jaani, Jämaja, Järise, Järve, Järveküla, Jauni, Jõe, Jõelepa, Jõempa, Jõgela, Jõiste, Jööri, Jootme, Jursi, Kaali, Kaali-Liiva, Kaarma, Kaarma-Jõe, Kaarma-Kirikuküla, Kaarma-Kungla, Kaarmise, Kaavi, Käesla, Kahtla, Kahutsi, Kailuka, Kaimri, Kaisa, Kaisvere, Käku, Kakuna, Kalju, Kallaste, Kallemäe, Kalli, Kalma, Kalmu, Kandla, Kangrusselja, Kanissaare, Käo, Kapra, Karala, Kärdu, Kareda, Kargi, Karida, Karja, Kärla-Kirikuküla, Kärla-Kulli, Kärneri, Karujärve, Karuste, Kasti, Kaubi, Kaugatoma, Kaunispe, Kavandi, Kehila, Kellamäe, Keskranna, Keskvere, Kihelkonna-Liiva, Kiirassaare, Kingli, Kipi, Kiratsi, Kirderanna, Kiritu, Kiruma, Kogula, Koidula, Koiduvälja, Koigi, Koigi-Väljaküla, Kõiguste, Koikla, Koimla, Kõinastu, Koki, Koksi, Kõljala, Kõnnu, Kõõru, Koovi, Kopli, Kõriska, Kõrkküla, Kõrkvere, Kõruse, Kõruse-Metsaküla, Kotlandi, Kotsma, Kübassaare, Küdema, Kugalepa, Kuiste, Kuke, Külma, Kungla, Kuninguste, Kuralase, Kuremetsa, Kurevere, Kuumi, Kuuse, Kuusiku, Kuusnõmme, Laadjala, Laadla, Läägi, Läätsa, Läbara, Laevaranna, Laheküla, Lahetaguse, Laimjala, Länga, Laoküla, Lassi, Lätiniidi, Laugu, Laugu-Liiva, Leedri, Leina, Leisi (dorp), Levala, Liigalaskma, Liiküla, Liiva, Liivanõmme, Liiva-Putla, Liivaranna, Lilbi, Lindmetsa, Linnaka, Linnuse, Lõmala, Loona, Lööne, Lõpi, Lõu, Lõupõllu, Lülle, Lümanda, Lümanda-Kulli, Lussu, Luulupe, Maantee, Maasi, Mäebe, Mäeküla, Mägi-Kurdla, Maleva, Mändjala, Männiku, Masa, Mässa, Mätasselja, Mätja, Matsiranna, Meedla, Mehama, Meiuste, Merise, Metsaääre, Metsaküla, Metsalõuka, Metsapere, Metsara, Metsküla, Mõisaküla, Möldri, Mõnnuste, Mõntu, Moosi, Mui, Mujaste, Mullutu, Muraja, Muratsi, Murika, Mustjala, Mustla, Nässuma, Nava, Neeme, Neemi, Nenu, Nihatu, Ninase, Nõmjala, Nõmme, Nõmpa, Nurme, Odalätsi, Oessaare, Õeste, Õha, Ohessaare, Ohtja, Oitme, Oju, Ööriku, Orinõmme, Oti, Paaste, Paatsa, Paevere, Pahapilli, Pahavalla, Pähkla, Paiküla, Paimala, Paju-Kurdla, Pajumõisa, Pamma, Pammana, Panga, Parasmetsa, Parila, Pärni, Pärsama, Peederga, Pidula, Pidula-Kuusiku, Pihtla, Piila, Pöide, Pöide-Keskvere, Pöitse, Poka, Põlluküla, Põripõllu, Praakli, Püha, Püha-Kõnnu, Puka, Pulli, Purtsa, Räägi, Rahniku, Rahtla, Rahu, Rahuste, Räimaste, Randküla, Randvere, Rannaküla, Ratla, Raugu, Reeküla, Reina, Reo, Ridala, Riksu, Roobaka, Röösa, Rootsiküla, Ruhve, Sääre, Saareküla, Saaremetsa, Sagariste, Saia, Saikla, Sakla, Salavere, Salu, Sandla, Sauaru, Saue-Mustla, Saue-Putla, Sauvere, Selgase, Selja, Sepa, Sepise, Siiksaare, Sikassaare, Silla, Soela, Sõmera, Soodevahe, Sõrve-Hindu, Sundimetsa, Sutu, Suure-Rootsi, Suurna, Suur-Pahila, Suur-Rahula, Suur-Randvere, Taaliku, Täätsi, Tagamõisa, Tagaranna, Tagavere, Tahula, Talila, Tammese, Tammuna, Tareste, Taritu, Tehumardi, Tiirimetsa, Tiitsuotsa, Tirbi, Tohku, Tõlli, Tõlluste, Tõnija, Toomalõuka, Tõre, Torgu-Mõisaküla, Tõrise, Tornimäe, Tõru, Triigi, Tuiu, Tumala, Turja, Türju, Tutku, Uduvere, Ula, Ulje, Undimäe, Undva, Unguma, Unimäe, Upa, Üru, Üüdibe, Uuemõisa, Üüvere, Vahva, Vaigu, Vaigu-Rannaküla, Väike-Pahila, Väike-Rahula, Väike-Rootsi, Väike-Ula, Väike-Võhma, Vaivere, Väkra, Väljaküla, Valjala-Ariste, Valjala-Kogula, Valjala-Nurme, Väljamõisa, Välta, Vanakubja, Vana-Lahetaguse, Vanalõve, Vanamõisa, Vantri, Varkja, Varpe, Vatsküla, Vedruka, Veere, Veeremäe, Veeriku, Vendise, Vennati, Veske, Vestla, Viidu, Viidu-Mäebe, Viira, Viki, Vilidu, Vilsandi, Viltina, Vintri, Virita, Võhma en Võrsna.

Landgemeenten: Muhu · Ruhnu · Saaremaa